# しなの木通り
しなの木通り（しなのきどおり）は、長野県上田市住吉の住吉北信号機から住吉信号機までの4車線道路を指している。
この区間は国道144号の一部である。

## 概要
しなの木通りは全体で約1kmほどであり、街路樹としてシナノキが街路樹として植えられている。
長野オリンピックに伴い延伸された上信越自動車道の上田菅平インターチェンジの供用にあわせて、市街地とインターチェンジを接続することを目的に、国道144号のこの区間を4車線道路として整備したものである。
この区間を景観を守ることを目的とした景観協定が、しなの木通りまちづくり協議会により進められ、活動を行っている。

## 沿革
- 1996年1月 - 街路樹の選定（シナノキ）
- 1996年5月 - 景観協定認定交付式
- 1996年11月 - しなの木通り開通式、上田菅平インターチェンジ供用開始

## 接続路線
- 長野県道180号住吉上田線
- 国道18号上田バイパス